# Eremo di Sant'Antonio del Mesco
L'Eremo di Sant'Antonio del Mesco è stato un luogo di culto cattolico situato lungo il sentiero boschivo per punta Mesco, ai confini amministrativi tra i comuni di Levanto e di Monterosso al Mare, in provincia della Spezia. Il sito religioso ricade, tuttavia, nel territorio levantese.
Dalla chiesa con annesso romitorio, posti a 311 metri sul livello del mare, e di cui restano visibili alcuni ruderi, si gode di un ampio panorama che spazia dal promontorio di Portofino alle Cinque Terre e all'isola di Palmaria.

## Storia e descrizione

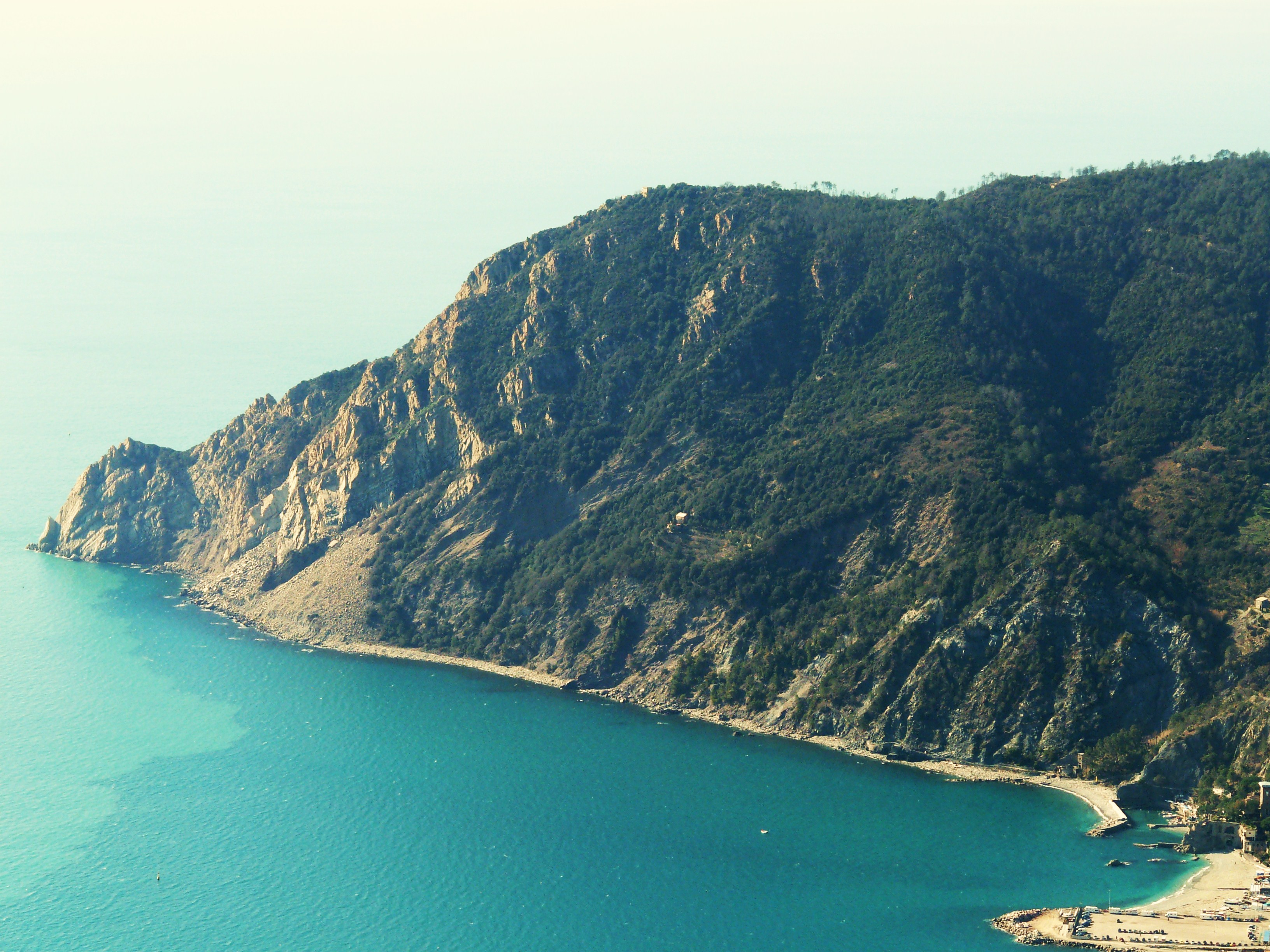
Veduta di Punta Mesco

Una prima notizia dell'antico edificio medievale risale al 1380 anche se si presuppone che la chiesa, e l'annesso romitorio, possano essere stati edificati in un periodo molto più antico, forse già nell'XI secolo. Proprio a questo secolo, così come hanno attestato diversi studi sugli strati della struttura, pare risalga il suo primo impianto, mentre al XV secolo risalirebbe il secondo e definitivo ampliamento con pietra lavorata.
Della chiesa, con paramento gotico, rimangono oggi visibili l'abside, parti della volta e del muro perimetrale; dell'annesso convento rimane soltanto qualche rudere. 
Il complesso fu abbandonato nel 1610 con il trasferimento dei religiosi nel nuovo complesso monastico degli Agostiniani di Levanto, oggi sede di spazi comunali e di un ostello della Gioventù.
La statua di Sant'Antonio abate, realizzata nel XV secolo, è oggi custodita all'interno dell'oratorio della Morte e Orazione nel centro storico di Monterosso al Mare.